# Benno Stokvis
Benno Jules (Benno) Stokvis (Amsterdam, 23 januari 1901 - Laren, 3 januari 1977) was een Nederlands letterkundige, advocaat en linkse intellectueel die van 1946 tot 1952 namens de CPN in de Tweede Kamer zat. Hij was daar onder meer justitiewoordvoerder en fractiesecretaris en maakte deel uit van de parlementaire enquêtecommissie regeringsbeleid 1940-1945. Stokvis was voor de oorlog als letterkundige verbonden aan diverse tijdschriften en schreef enkele boeken. Als advocaat verdedigde hij na de muiterij op 'De Zeven Provinciën' Henk Sneevliet. Al in de jaren 30 was Stokvis voorvechter van de rechten van homo's, waarvoor hij zich als advocaat inzette en publiceerde het boek 'De Homoseksueelen' met daarin 35 levensgeschiedenissen van homoseksuelen.
Stokvis was na de oorlog voorzitter van een comité tegen Duitse nazi-rechters die in Nederland doodvonnissen hadden geveld en gewoon in functie waren gebleven. Hij brak in 1952 met de CPN, waar hij al sinds 1935 lid van was, en werd lid van achtereenvolgens de PvdA (1955-1971) en DS'70 (vanaf 1971). Tussen 1967 en 1975 verzorgde hij de radiorubriek 'Recht en slecht'.

### Vertalingen
- Lodewijk van Deyssel, Prosagedichte. Leipzig/Amsterdam, [1923].

- Biografisch Portaal: 01613053
- Digitale Bibliotheek voor de Nederlandse Letteren: stok002
- Gemeinsame Normdatei: 1264328397
- International Standard Name Identifier: 0000 0000 8054 5326
- Library of Congress Control Number: no2010101480
- Nederlandse Thesaurus van Auteursnamen: 070361800
- Parlement.com: vg09ll9h66wv
- Virtual International Authority File: 122053993
- WorldCat: E39PBJrWFvvJ9ttbrBWwhqbmVC